# Cathédrale de Porvoo
La cathédrale de Porvoo (en finnois Porvoon tuomiokirkko, en suédois Borgå domkyrka) en Finlande est une église luthérienne située à Porvoo.

## Histoire

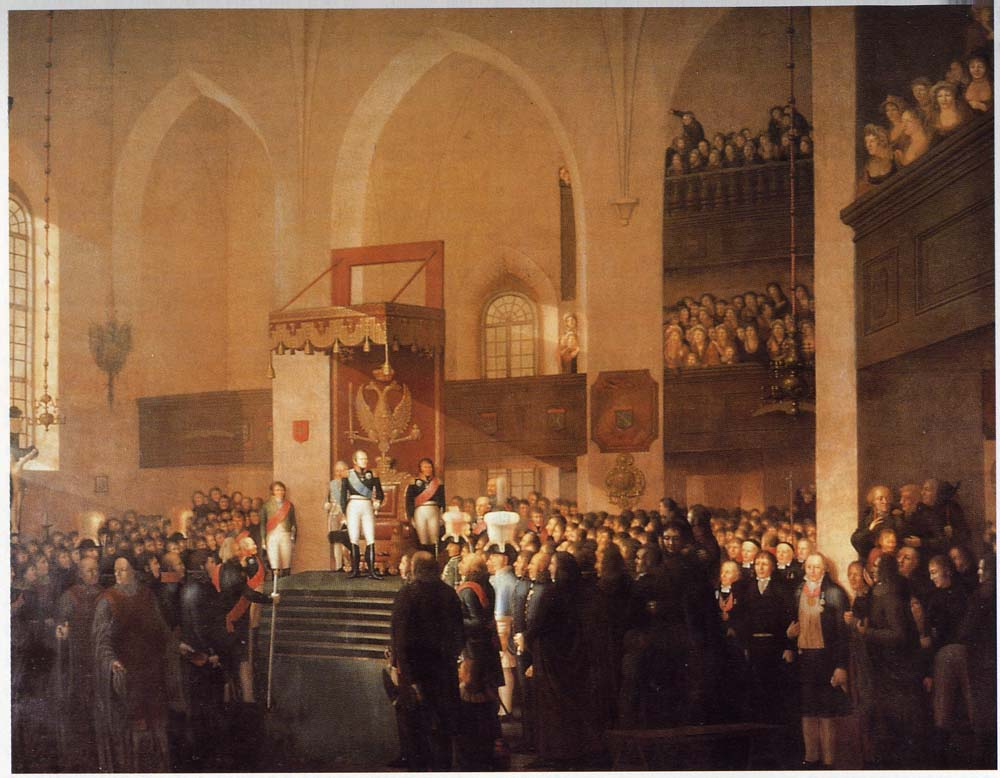
La diète de Porvoo.

La cathédrale a été construite principalement au cours du XVe siècle. Les parties les plus anciennes datent du XIIIe siècle. 
Elle est utilisée par l'Église luthérienne évangélique de Finlande. 
C'est l'une des églises les plus prisées du pays pour les mariages.
L'église a été incendiée et détruite à de multiples reprises ; en 1508 par des pirates danois et en 1571, 1590 et 1708 par les troupes russes. 
C'est dans la cathédrale que la première diète de Finlande (la Diète de Porvoo) s'est réunie, du 25 mars au 19 juillet 1809, à la suite de l'occupation totale du pays par les troupes russes à la fin de la Guerre de Finlande. 
La Finlande y est érigée en Grand-duché autonome par l'Empereur de Russie, qui portera aussi par la suite le titre de Grand-Duc de Finlande.

## L'édifice
le retable reprenant La Cène de Léonard de Vinci est peint par Auguste Joseph Desarnod.

## L'incendie volontaire de 2006
Le 29 mai 2006, l'église est fortement endommagée par un incendie criminel. L'extérieur du toit s'effondre, mais heureusement le plafond intérieur ainsi que les intérieurs de la cathédrale ont été épargnés. 
Le 15 mai 2007, l'incendiaire, un jeune homme de 18 ans est reconnu coupable et condamné à six ans et demi de prison.
La cathédrale est restaurée et sera rouverte au public le premier dimanche de l'Avent, le 30 novembre 2008.

## Galerie

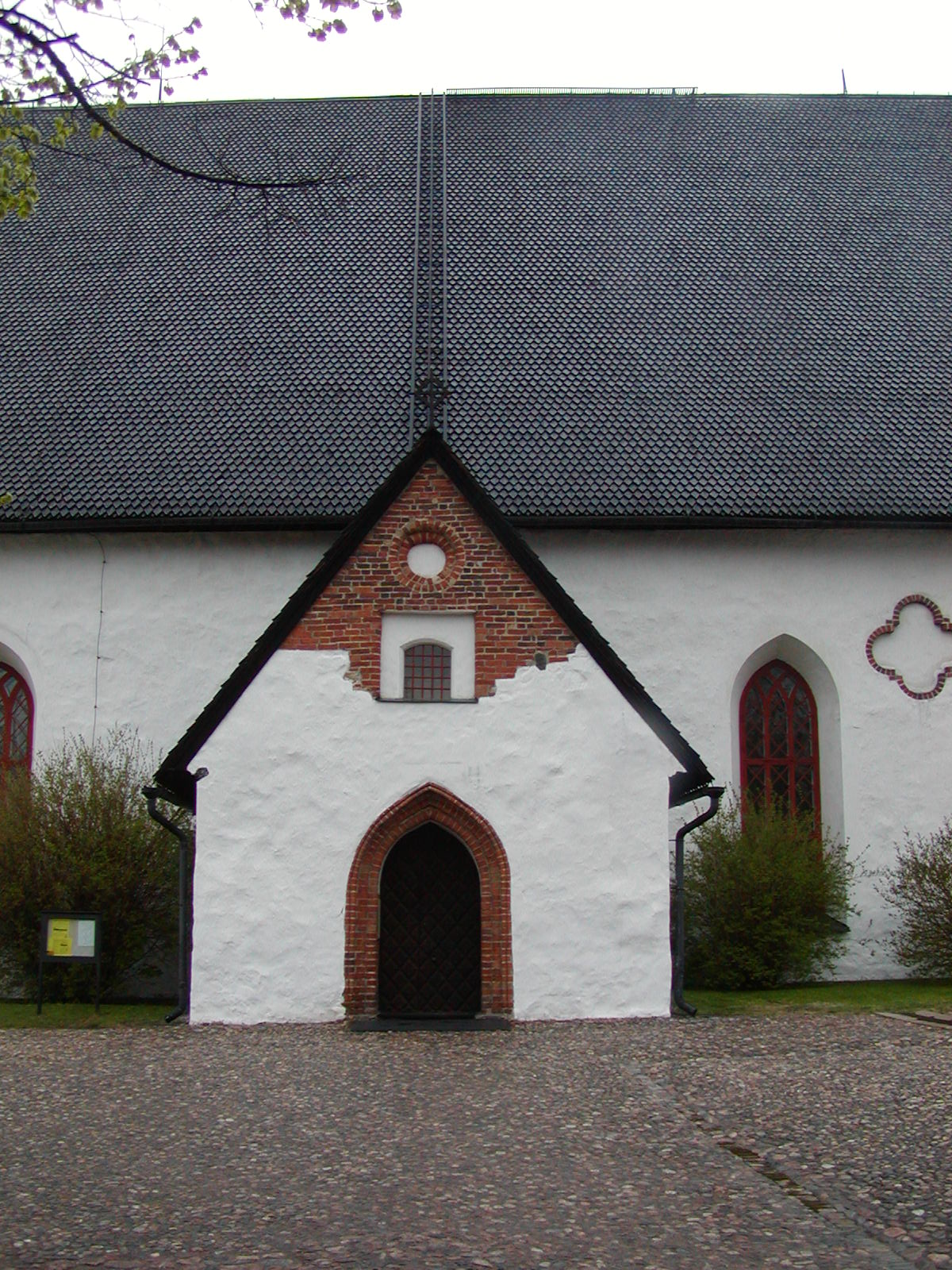
La Cathédrale en mai 2006
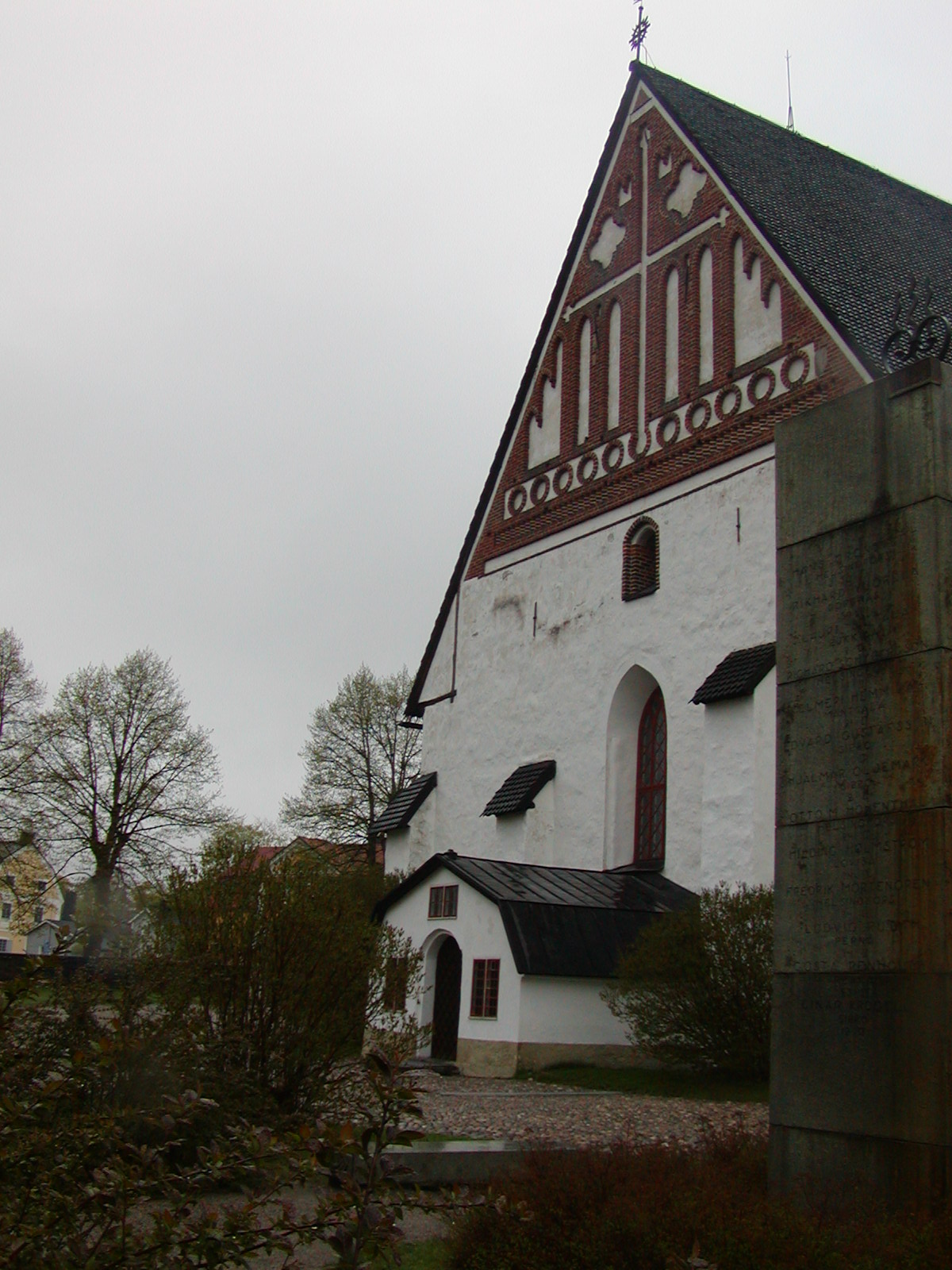
La Cathédrale en mai 2006
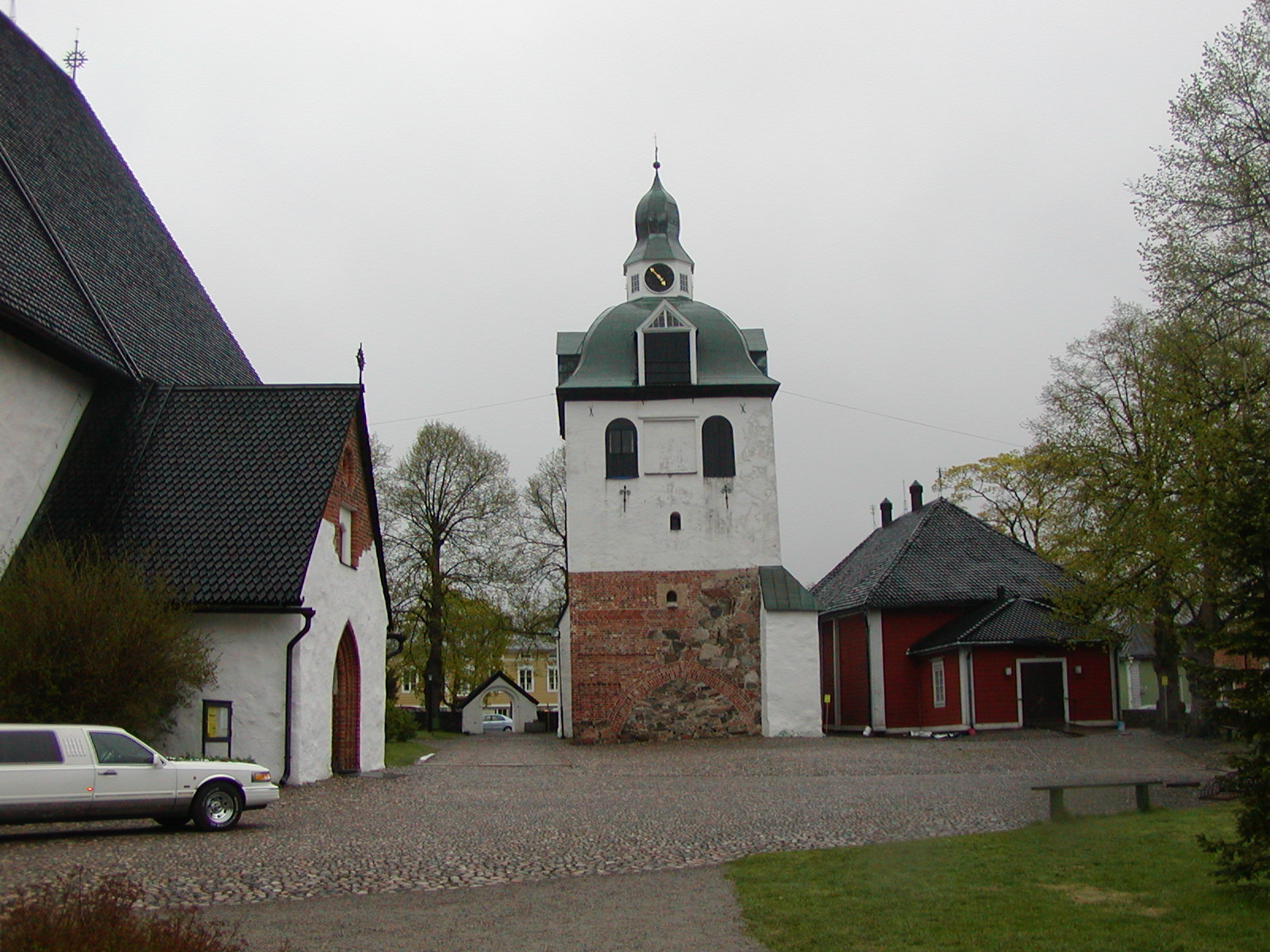
La Cathédrale en mai 2006
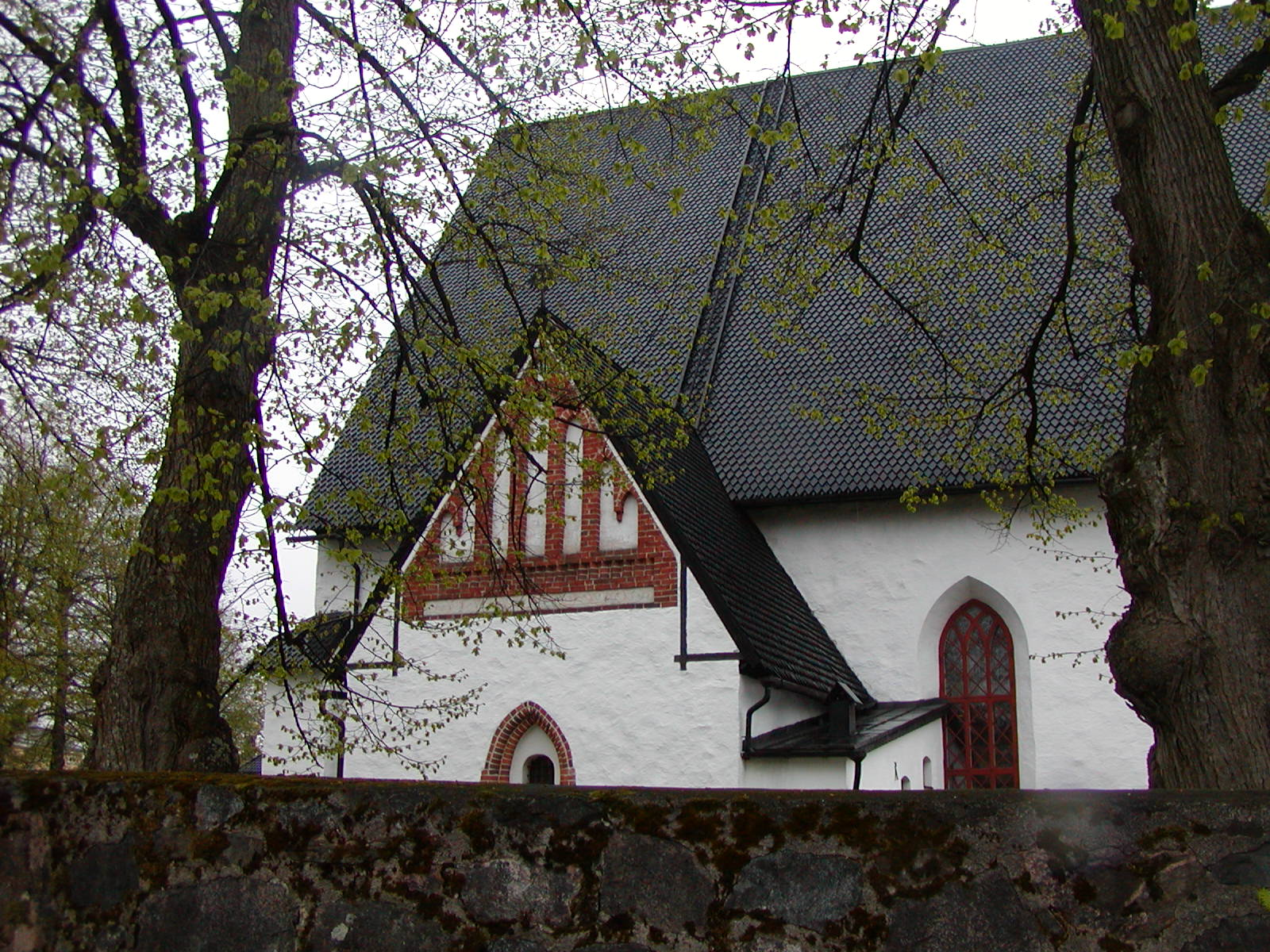
La Cathédrale en mai 2006
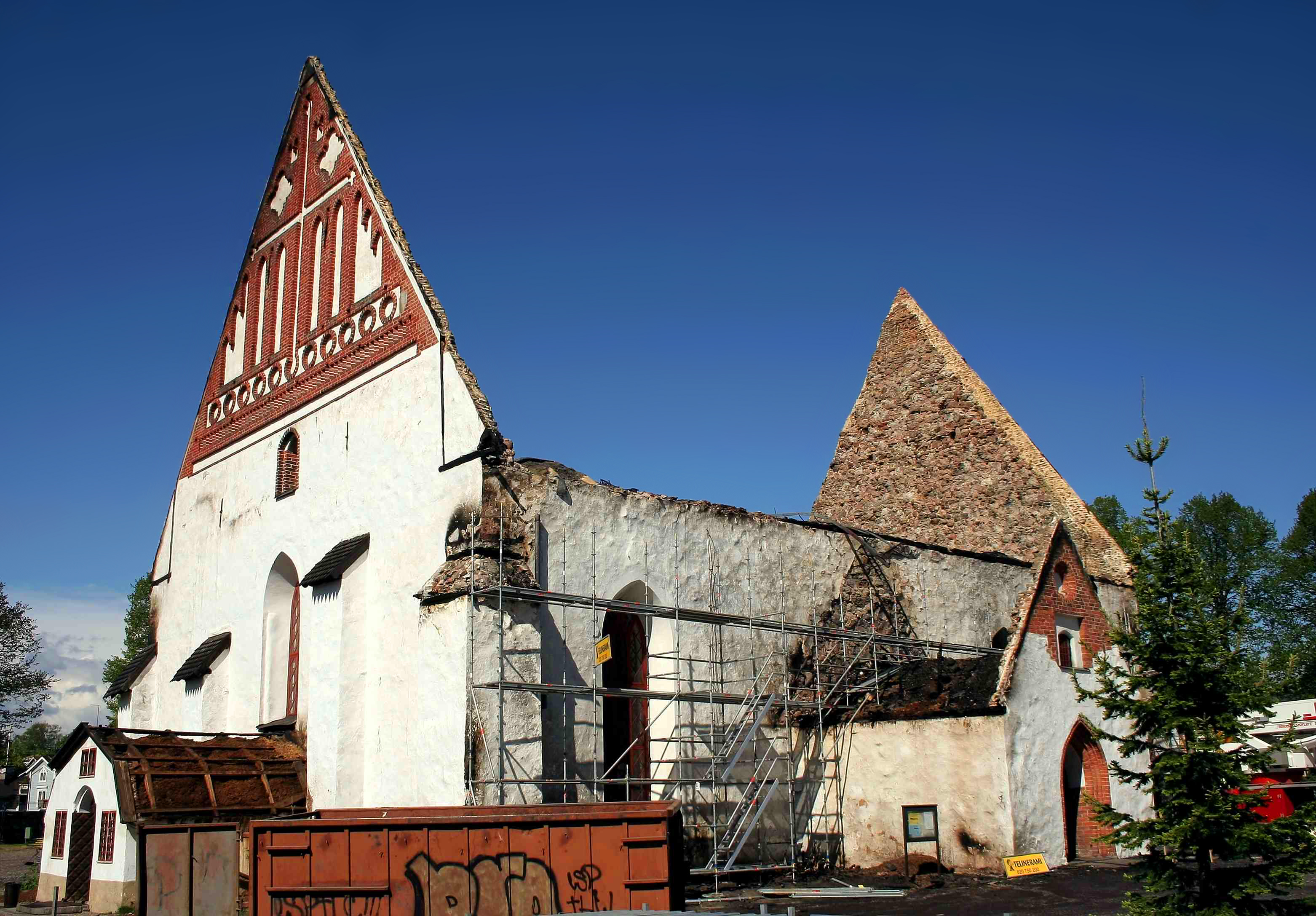
La Cathédrale après l'incendie
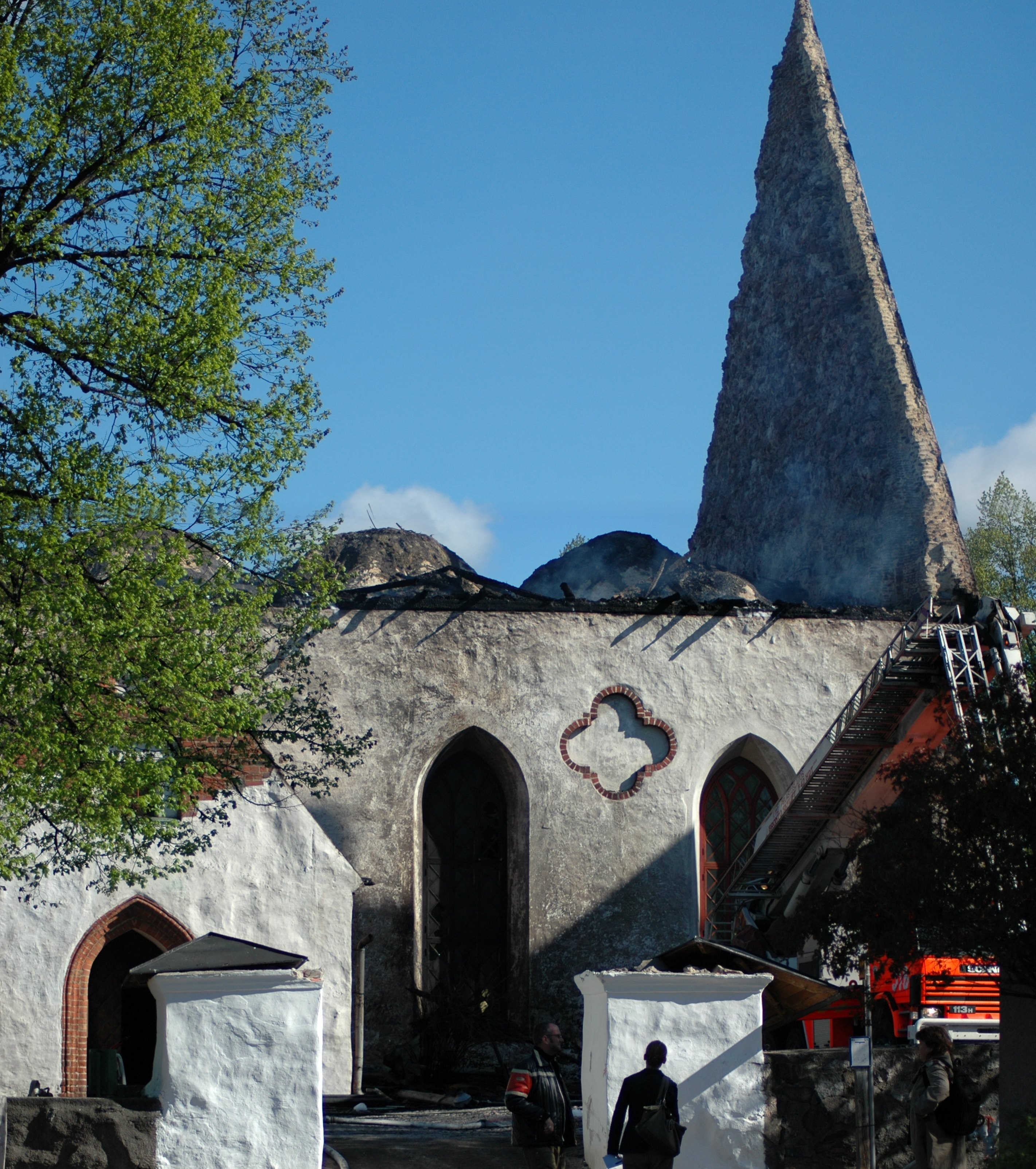
La Cathédrale après l'incendie
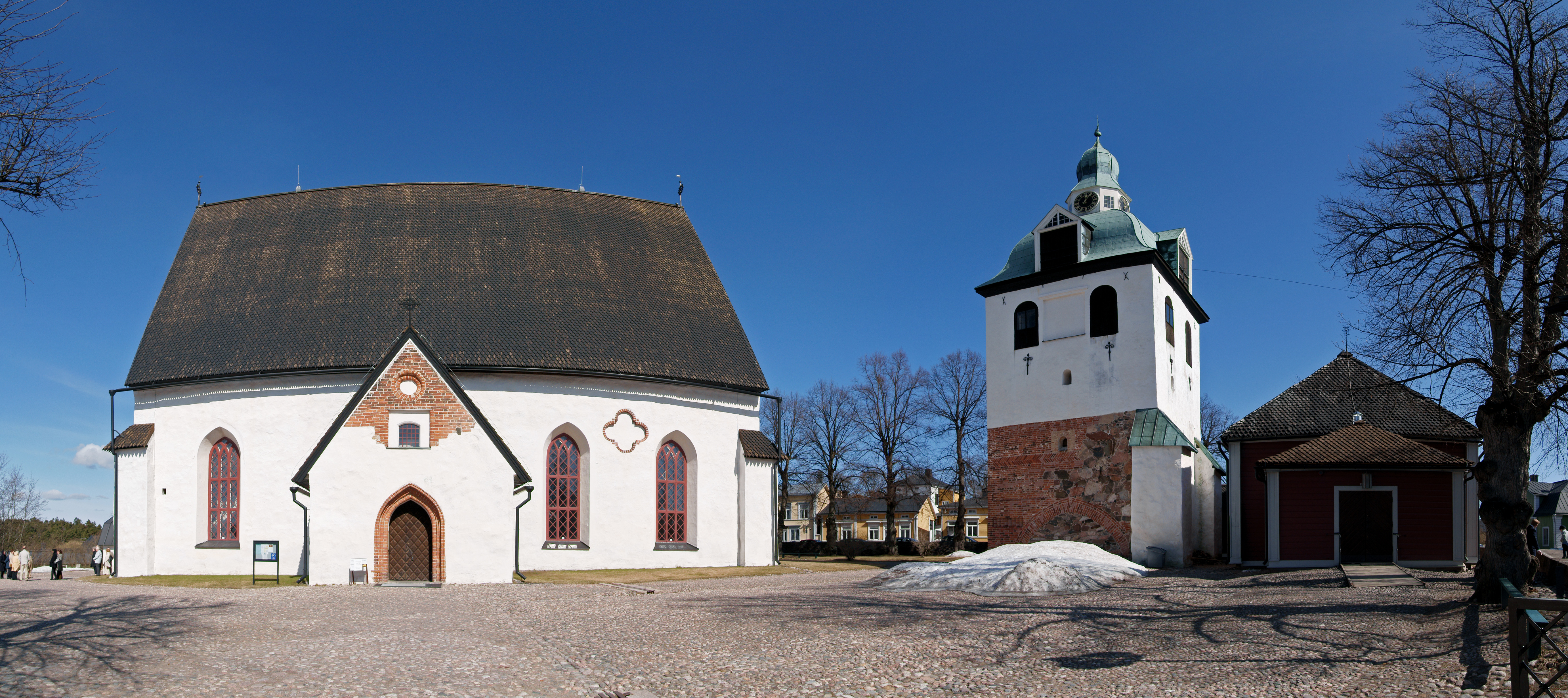
La cathédrale en 2010 après restauration